# تورپ (واشینگتن)
تورپ (به انگلیسی: Thorp) یک منطقهٔ مسکونی در ایالات متحده آمریکا است که در شهرستان کیتیتاس، واشینگتن واقع شده‌است. تورپ ۳٫۲ کیلومتر مربع مساحت و ۲۴۰ نفر جمعیت دارد و ۴۹۹ متر بالاتر از سطح دریا واقع شده‌است.